# Puebla de Alcollarín
Puebla de Alcollarín es una Entidad Local Menor del municipio español de Villar de Rena, perteneciente a la provincia de Badajoz (comunidad autónoma de Extremadura).

## Situación
Se sitúa cerca de Villar de Rena, por la carretera EX-354, y entre Casar de Miajadas y Palazuelo. Pertenece a la comarca de Vegas Altas y al Partido judicial de Villanueva de la Serena.
https://es.wikipedia.org/wiki/Entidad_local_menor#Extremadura

## Patrimonio
Iglesia parroquial católica de San Juan Bautista, en la Archidiócesis de Mérida-Badajoz, Diócesis de Plasencia, arciprestazgo de Miajadas.

## Historia
Fue uno de los pueblos creados ex-novo como parte del Plan Badajoz, un proyecto de largo recorrido atrás, dictadura Primo de Rivera, II República y dictadura posterior,  en 1952 y años 60 , y destinado a dotar a la agricultura pacense de un sistema mejorado de electrificación, riego, proceso de fabricación y transformación y de comercialización de productos agrarios, teniendo como base el río Guadiana y como principal objetivo mejorar la producción y renta agraria de la provincia.
La obra social más valiosa fue el movimiento de personas resultante de la distribución de 6000 viviendas familiares, para asentar a otros tantos colonos a los que junto con la vivienda se les proporcionó una parcela para que la cultivasen.
Los primeros colonos se establecieron en Puebla de Alcollarín en marzo de 1964, aunque el pueblo fue construido en 1962.
En el Boletín Oficial del Estado B.O.E. del día 21 de septiembre de 1961 se publica la adjudicación de las obras de "Construcción del nuevo pueblo de Puebla de Alcollarín, en la zona regable de Orellana (Badajoz)   https://boe.es/boe/dias/1961/09/21/pdfs/A13742-13742.pdf

Los primeros colonos proceden de las siguientes localidades: Pasarón de la Vera, Villar de Rena, Don Benito, Novelda del Guadiana, Villanueva de la Serena, Feria, Pueblonuevo del Guadiana, Badajoz, Rena, Puebla de la Reina, La Albuera, Campillo de Llerena, Carmonita, Sancti Spíritus, Valdebótoa, Arroyo de San Serván, Barcarrota, Casas de Don Pedro, Don Álvaro, La Garrovilla, Guadajira, Llerena, Palomas, Peloche, Puebla de la Calzada, Risco, Entrerríos, Zurbarán, Villafranca de los Barros, Madrigalejo, Alcollarín, Aldea de Trujillo, Coria, Riolobos, Villamesías, Abertura, Campo Lugar, Miajadas, Plasencia, Zorita, Guadix (Granada),  Cuenca, Valencia, Mejorada del Campo (Madrid), Alcalá de Henares (Madrid), Navalcan (Toledo).
La edad media de los habitantes de Puebla de Alcollarín, oscila entre los 38-40 años, debido a la mayor presencia de personas de edad avanzada, en contraposición con la baja tasa de natalidad.
El nivel académico medio de todos sus habitantes, es medio. La mayor parte de sus habitantes se dedica al trabajo del campo, actividad arraigada en el seno de la familia, y que se ha ido pasando de padres a hijos, lo que implicaba un abandono de los estudios, en la mayoría de los casos. Pero en los últimos años, se va viendo incrementado el número de jóvenes que siguen estudiando, para labrarse un mejor provenir.
Puebla de Alcollarín tiene la condición jurídico-administrativa de Entidad Local Menor, municipio de Villar de Rena. Entidad Local Menor, que no pedanía.
En el Diario Oficial de Extremadura de fecha 9 de abril de 1987 (DOE n.º 28) se publica Decreto de aprobación de la constitución de la Entidad Local Menor de Puebla de Alcollarín    http://doe.juntaex.es/pdfs/doe/1987/280o/280o.pdf
En el D.O.E. de fecha 24 de julio de 2001 se publica la aprobación del Escudo Heráldico y la Bandera Municipal para el Ayuntamiento de Puebla de Alcollarín   
http://doe.juntaex.es/pdfs/doe/2001/850o/01050989.pdf
Población  https://www.ine.es/nomen2/index.do?accion=busquedaDesdeHome&nombrePoblacion=Puebla         
Presupuesto (2022)  = 241.173,54 euros  https://www.dip-badajoz.es/bop/ventana_anuncio.php?id_anuncio=135772&FechaSolicitada=2022-03-10000000

## Fiestas
-El 6 de enero, Cabalgata de Reyes.
-En febrero, Carnaval.
-El 15 de mayo, San Isidro Labrador.
-El 24 de junio, San Juan Bautista, fiestas patronales.
-La primera semana de agosto, la Semana Cultural.
-El 15 de septiembre, la Virgen de los Dolores.
-El 25 de diciembre, Navidad.
-El 31 de diciembre, Nochevieja